# Cardiomya niponica
Cardiomya niponica is een tweekleppigensoort uit de familie van de Cuspidariidae. De wetenschappelijke naam van de soort is voor het eerst geldig gepubliceerd in 1962 door Okutani.